# ヘント・トロリーバス
ヘント・トロリーバス（オランダ語: Gentse trolleybus、フランス語: Trolleybus de Gand）は、かつてベルギーの都市・ヘント市内に存在したトロリーバス路線。2021年時点におけるベルギー最後のトロリーバスとして、1989年から2009年の間運行された。

## 概要
1984年、ベルギーのバスメーカーであるバンホールはトロリーバス車両のAG280Tを開発し、同年に製造された試作車はドイツ（ゾーリンゲン）を含め各地で試運転が実施された。この車両は海外輸出を念頭に置いた設計がなされており、そのデモンストレーションも兼ねてベルギーのヘントにトロリーバス路線を建設することが決定し、同都市で公共交通機関を運営していたヘント自治体協会（Maatschappij voor het Intercommunaal te Gent、MIVG）は20両の量産車の発注を実施した。そして1989年3月24日、従来の路線バスから転換された3号線でトロリーバス路線の運行が始まった。

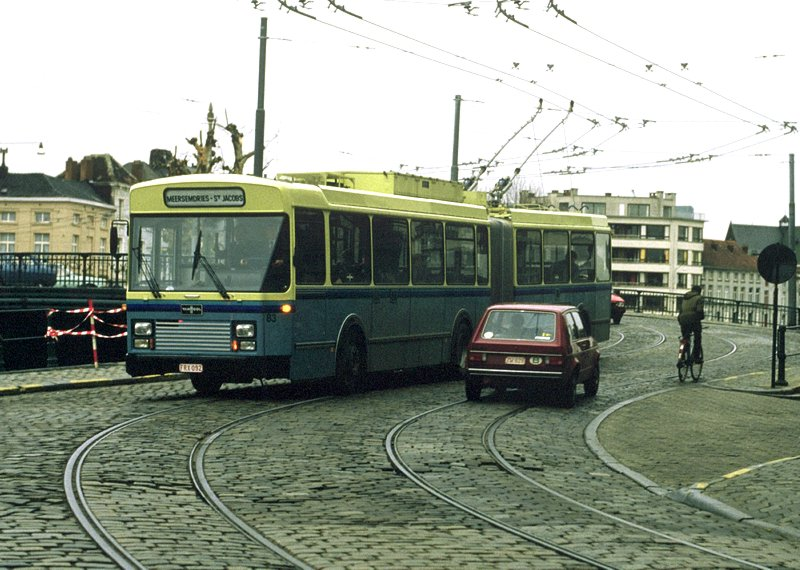
AG280Tの試作車
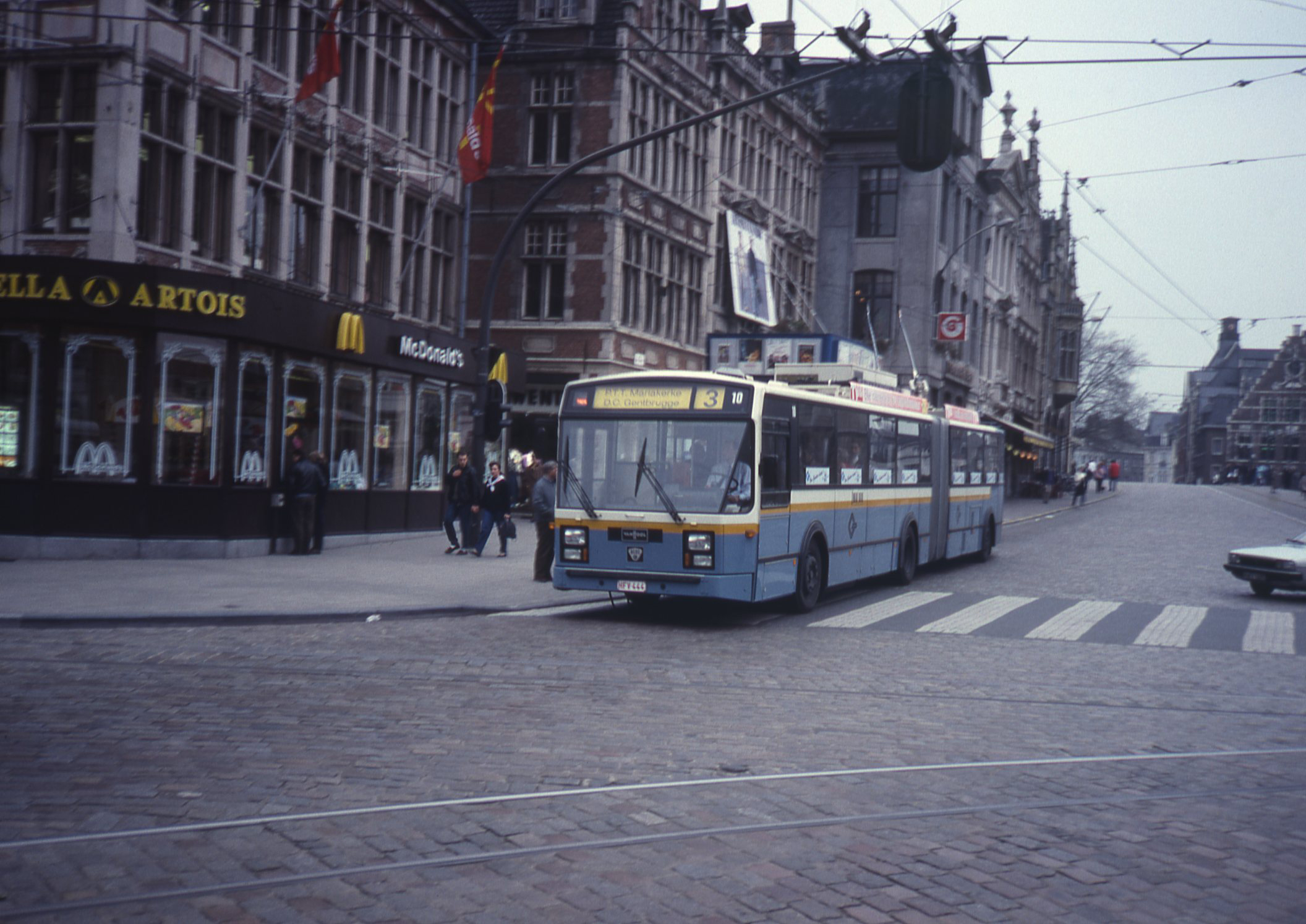
開通当初のトロリーバス（1989年撮影）

1991年にヘント自治体協会を含むフランデレン地域の大半の公共交通事業者がドゥ・レインへ統合されて以降もトロリーバスは運行を続け、1996年から1999年の間には一部車両をオランダのアーネム（アーネム・トロリーバス）へ貸し出したこともあった。2007年時点では最短運行間隔7.5分での運転が行われていたが、同時期には車両や施設の老朽化が深刻となり、それに伴う運用コストの増加も大きな課題となっていた。その結果、3号線をトロリーバスからバスへ置き換えることが決まり、2009年6月15日をもってベルギー最後のトロリーバス路線は姿を消した。

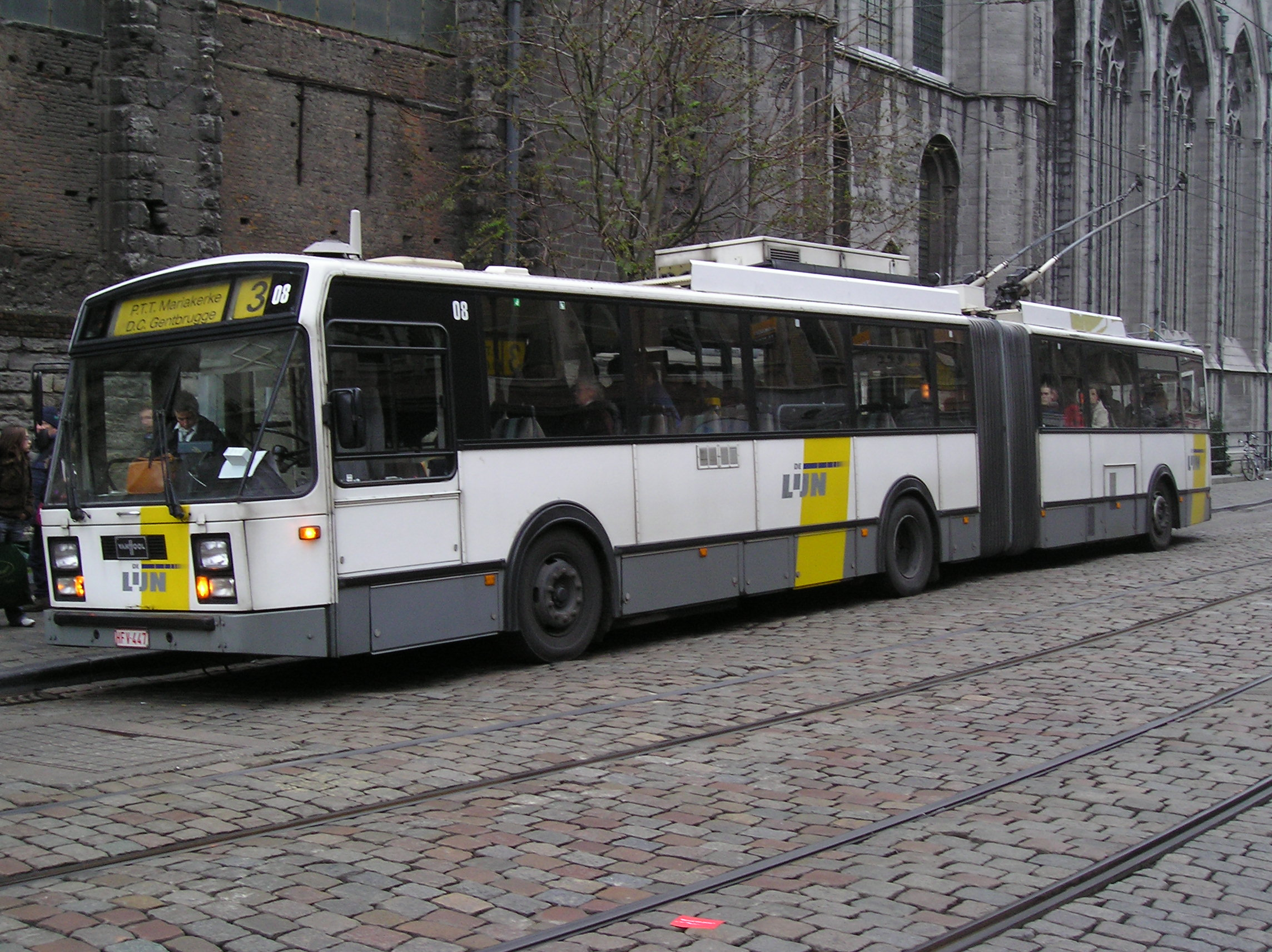
ドゥ・レイン塗装のトロリーバス（2005年撮影）
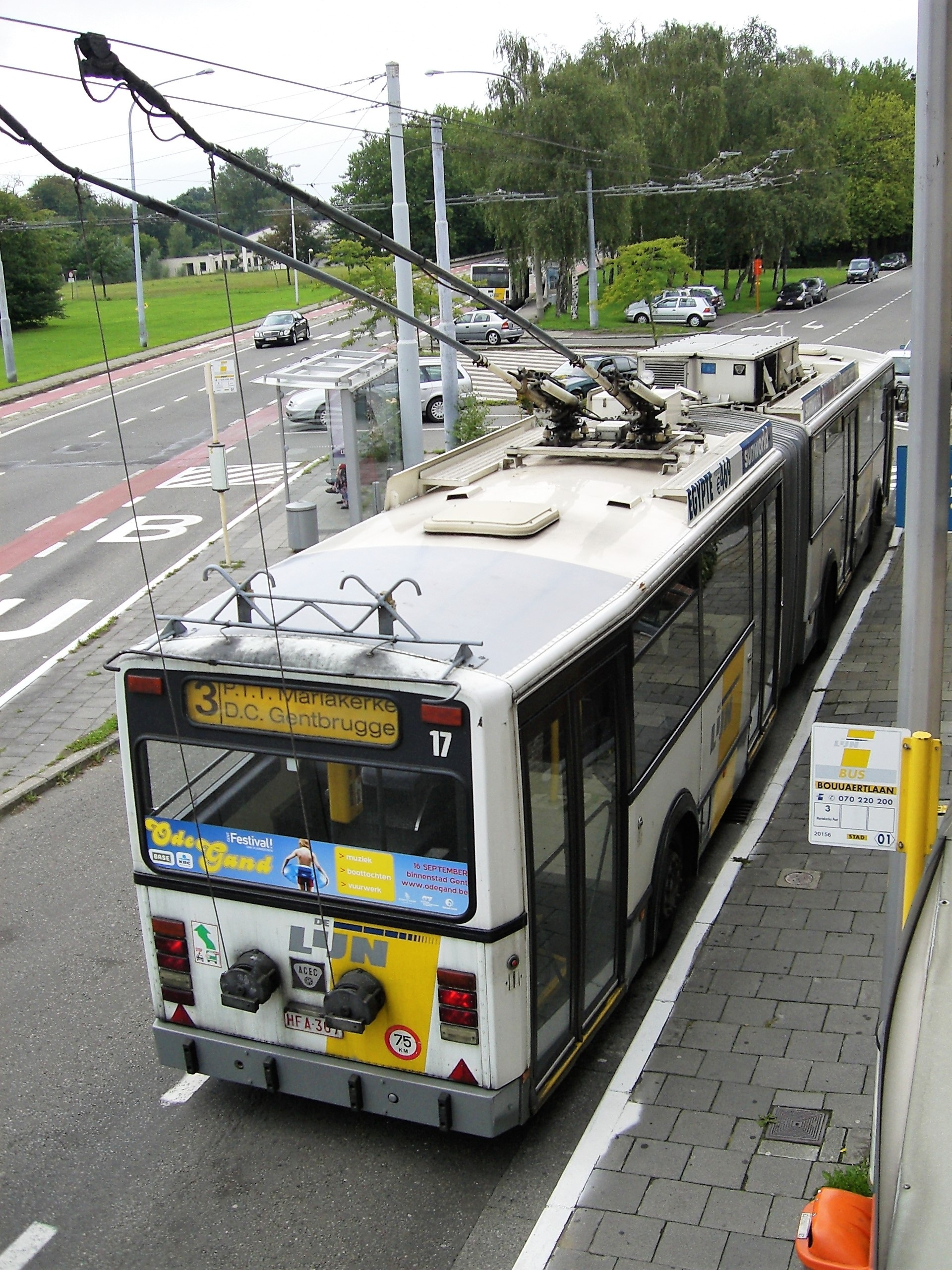
トロリーバスの後方部（2006年撮影）
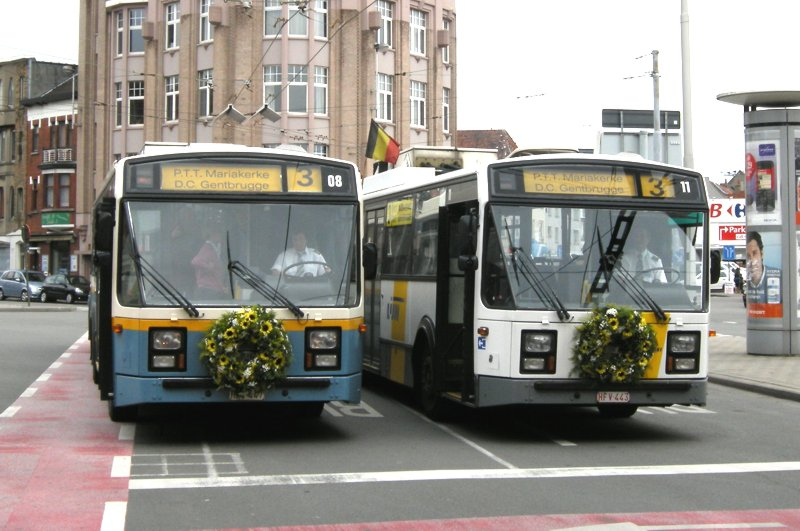
運行最終日前日のトロリーバス（2009年6月14日撮影）

廃止後、AG280Tの大半はブルガリアのプロヴディフ（プロヴディフ・トロリーバス）へ譲渡された一方、一部車両はベルギーを含むヨーロッパ各地で保存された。その中で、さよなら運転に使用された1両（7408）についてはかつての車両基地内で保存されていたが、ヘント市電への新型電車導入に伴う隣接した市電車庫の面積拡大に伴い建物が解体されたため、2016年以降はウェールデにあるヘント・東フランデレン地域路面電車・バス保存協会（Erfgoed Tram-Bus voor Gent & Oost-Vlaanderen、ETG vzw）の保存庫に収蔵されている。また、7411については2021年現在アーネムで保存されている他、7410についても同年時点でベルギー国内での現存が確認されている。

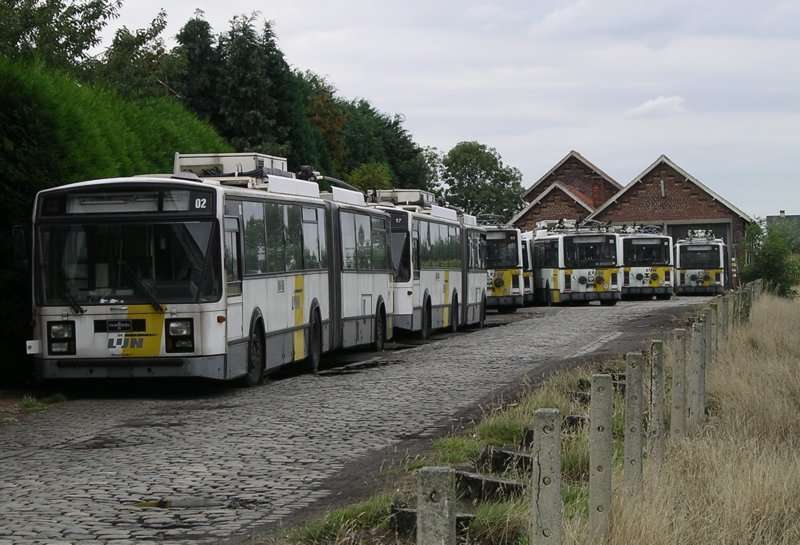
廃止後に多数留置されていた車両群（2009年撮影）
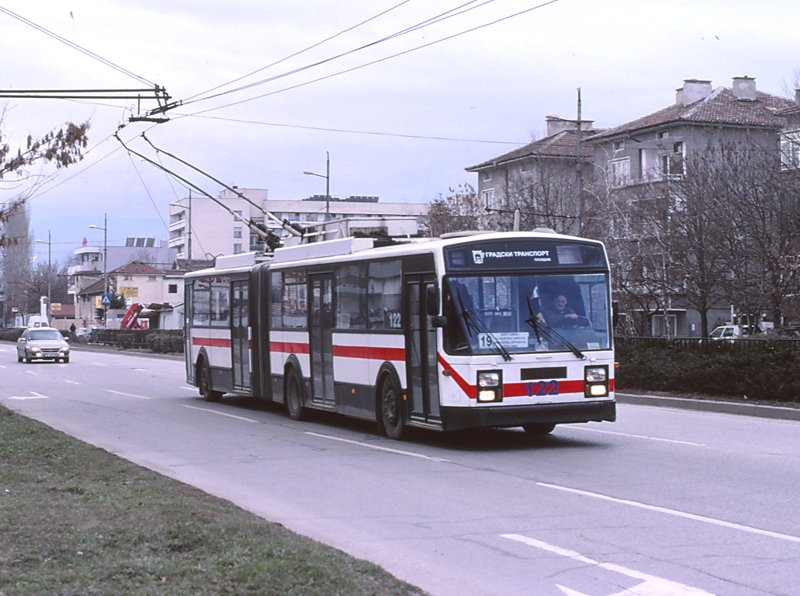
プロヴディフへ譲渡後の車両
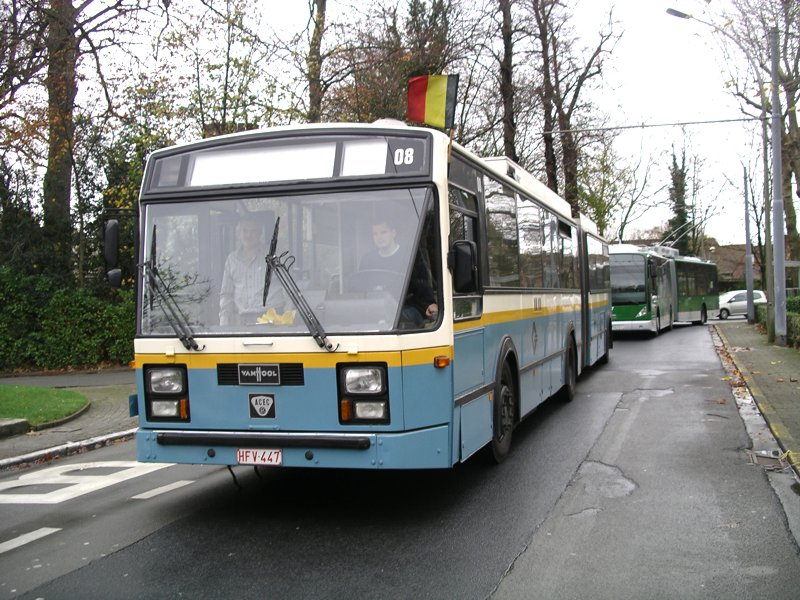
7408はベルギー国内で保存されている（2009年撮影）